# Super Mario Bros.
Super Mario Bros. är ett datorspel till Nintendo Entertainment System lanserat 1985.

## Handling
Mushroom Kingdom blir en dag invaderat av Koopas, en stam elaka sköldpaddor. Invånarna blir förvandlade till stenblock, tegelstenar och till fält av hästtagel, och Mushroom Kingdom faller i ruiner.
Den enda som kan återställa kungadömet är prinsessan Toadstool (senare känd som Peach), dotter till svampfolkets kung, men dessvärre blir hon kidnappad av den store kungen Koopa (senare känd som Bowser).
Hjälten Mario får höra om svampfolkets tillstånd och ger sig iväg för att rädda prinsessan Toadstool.

## Speluppbyggnad
Super Mario Bros. är ett sidscrollande plattformsspel bestående av 8 världar med 4 banor i varje värld. Mario kan hoppa, springa och på vissa banor även simma. Fienderna omintetgörs allt som oftast genom att Mario hoppar på dem, men vissa fiender (oftast taggiga) är farliga att hoppa på. Vidare kan Mario hitta saker som gör honom starkare. En magisk svamp gör Mario till Super Mario. Som Super Mario är Mario dubbelt som stor och kan krossa tegelstenar. En blomma gör att Super Mario kan kasta eldbollar och en stjärna gör Mario oövervinnerlig för några sekunder. Under effekten av stjärnan kan man dock fortfarande dö av att trilla ner i hål.

## Övrigt
Spelet har sålts i över 40 miljoner exemplar, vilket gjorde det till det dittills bäst sålda spelet. Super Mario Bros. höll rekordet i över två decennier, tills Wii Sports övertog rekordet med över 75,66 miljoner exemplar. Spelet släpptes 2020 som en inofficiell portning till Commodore 64.